# Coppa del Mondo di snowboard 2010
La stagione della Coppa del Mondo di snowboard 2010 è la sedicesima edizione della manifestazione organizzata dalla Federazione Internazionale Sci; è iniziata il 26 agosto 2009 a Cardrona in Nuova Zelanda e si è conclusa il 21 marzo 2011 a La Molina in Spagna.
Si sono disputate 30 gare maschili (8 giganti paralleli, 2 slalom paralleli, 7 snowboard cross, 1 slopestyle, 7 halfpipe e 5 big air) e 25 femminili (8 giganti paralleli, 2 slalom paralleli, 7 snowboard cross, 1 slopestyle e 7 big air).
Alla fine della stagione la Coppa del Mondo generale maschile è stata vinta dallo snowboarder austriaco Benjamin Karl, mentre quella femminile dalla canadese Maëlle Ricker.

## Uomini

### Risultati
| Data              | Luogo           | Spec. | Primo               | Secondo             | Terzo              |
| ----------------- | --------------- | ----- | ------------------- | ------------------- | ------------------ |
| 26 agosto 2009    | Cardrona        | HP    | Shaun White         | Jurij Podladčikov   | Kazuhiro Kokubo    |
| 12 settembre 2009 | Chapelco        | SBX   | Pierre Vaultier     | Seth Wescott        | Graham Watanabe    |
| 9 ottobre 2009    | Landgraaf       | PSL   | Benjamin Karl       | Mathieu Bozzetto    | Jasey-Jay Anderson |
| 31 ottobre 2009   | Londra          | BA    | Stefan Gimpl        | Gian-Luca Cavigelli | Domen Bizjak       |
| 5 novembre 2009   | Saas-Fee        | HP    | Kazuhiro Kokubo     | Mathieu Crepel      | Peetu Piiroinen    |
| 7 novembre 2009   | Barcellona      | BA    | Stefan Gimpl        | Gian-Luca Cavigelli | Gjermund Bråten    |
| 21 novembre 2009  | Stoccolma       | BA    | Stefan Gimpl        | Marko Grilc         | Gjermund Bråten    |
| 6 dicembre 2009   | Limone Piemonte | PGS   | annullata           | annullata           | annullata          |
| 12 dicembre 2009  | Seul            | BA    | Gian-Luca Cavigelli | Stefan Gimpl        | Markku Koski       |
| 15 dicembre 2009  | Telluride       | PGS   | Matthew Morison     | Benjamin Karl       | Mathieu Bozzetto   |
| 17 dicembre 2009  | Telluride       | PGS   | Jasey-Jay Anderson  | Michael Lambert     | Rok Flander        |
| 19 dicembre 2009  | Telluride       | SBX   | Pierre Vaultier     | Robert Fagan        | Ross Powers        |
| 6 gennaio 2010    | Kreischberg     | PGS   | Jasey-Jay Anderson  | Andreas Prommegger  | Benjamin Karl      |
| 7 gennaio 2010    | Kreischberg     | HP    | Daisuke Murakami    | Patrick Burgener    | Tore Viken Holvik  |
| 10 gennaio 2010   | Bad Gastein     | SBX   | Nate Holland        | Pierre Vaultier     | Mario Fuchs        |
| 15 gennaio 2010   | Veysonnaz       | SBX   | Pierre Vaultier     | David Speiser       | Nick Baumgartner   |
| 17 gennaio 2010   | Nendaz          | PGS   | Michael Lambert     | Andreas Prommegger  | Benjamin Karl      |
| 21 gennaio 2010   | Stoneham        | SBX   | Pierre Vaultier     | Graham Watanabe     | Shaun Palmer       |
| 22 gennaio 2010   | Stoneham        | HP    | Janne Korpi         | Jeff Batchelor      | Antti Autti        |
| 23 gennaio 2010   | Stoneham        | BA    | Janne Korpi         | Stefan Falkeis      | Jaakko Ruha        |
| 24 gennaio 2010   | Stoneham        | PGS   | Benjamin Karl       | Andreas Prommegger  | Jasey-Jay Anderson |
| 29 gennaio 2010   | Calgary         | HP    | Arthur Longo        | Justin Lamoureux    | Ben Kilner         |
| 31 gennaio 2010   | Calgary         | SBS   | Mark McMorris       | Seppe Smits         | Nick Brown         |
| 6 febbraio 2010   | Sudelfeld       | PGS   | Andreas Prommegger  | Benjamin Karl       | Roland Haldi       |
| 6 marzo 2010      | Mosca           | PSL   | Aaron March         | Benjamin Karl       | Roland Fischnaller |
| 12 marzo 2010     | Valmalenco      | SBX   | Alex Pullin         | Mario Fuchs         | Mateusz Ligocki    |
| 13 marzo 2010     | Valmalenco      | PGS   | Benjamin Karl       | Rok Flander         | Jasey-Jay Anderson |
| 14 marzo 2010     | Valmalenco      | HP    | Michał Ligocki      | Roger Kleivdal      | Patrick Burgener   |
| 19 marzo 2010     | La Molina       | SBX   | Pierre Vaultier     | Alex Pullin         | Patrick Holland    |
| 20 marzo 2010     | La Molina       | HP    | Fredrik Austbø      | Christophe Schmidt  | Justin Lamoureux   |
| 21 marzo 2010     | La Molina       | PGS   | Jasey-Jay Anderson  | Matthew Morison     | Andreas Prommegger |

Legenda: 

PGS = Slalom gigante parallelo 

PSL = Slalom parallelo 

SBX = Snowboard cross 

SBS = Slopestyle 

HP = Halfpipe 

BA = Big air

#### Generale
| Pos. | Atleta             | Punti |
| ---- | ------------------ | ----- |
| 1    | Benjamin Karl      | 7050  |
| 2    | Pierre Vaultier    | 5800  |
| 3    | Andreas Prommegger | 5410  |
| 4    | Jasey-Jay Anderson | 5250  |
| 5    | Stefan Gimpl       | 4300  |

#### Parallelo
| Pos. | Atleta             | Punti |
| ---- | ------------------ | ----- |
| 1    | Benjamin Karl      | 7050  |
| 2    | Andreas Prommegger | 5410  |
| 3    | Jasey-Jay Anderson | 5250  |
| 4    | Rok Flander        | 3800  |
| 5    | Michael Lambert    | 3200  |

#### Snowboard cross
| Pos. | Atleta           | Punti |
| ---- | ---------------- | ----- |
| 1    | Pierre Vaultier  | 5800  |
| 2    | Alex Pullin      | 3120  |
| 3    | Graham Watanabe  | 2860  |
| 4    | Nate Holland     | 2240  |
| 5    | Nick Baumgartner | 2090  |

#### Halfpipe
| Pos. | Atleta             | Punti |
| ---- | ------------------ | ----- |
| 1    | Justin Lamoureux   | 2400  |
| 2    | Janne Korpi        | 1730  |
| 3    | Christophe Schmidt | 1690  |
| 4    | Patrick Burgener   | 1639  |
| 5    | Kazuhiro Kokubo    | 1600  |

#### Big air
| Pos. | Atleta              | Punti |
| ---- | ------------------- | ----- |
| 1    | Stefan Gimpl        | 4300  |
| 2    | Gian-Luca Cavigelli | 3320  |
| 3    | Matevz Pristavec    | 1620  |
| 4    | Janne Korpi         | 1530  |
| 5    | Gjermund Braaten    | 1460  |

## Donne

### Risultati
| Data              | Luogo           | Spec. | Primo                | Secondo             | Terzo               |
| ----------------- | --------------- | ----- | -------------------- | ------------------- | ------------------- |
| 26 agosto 2009    | Cardrona        | HP    | Liu Jiayu            | Kelly Clark         | Gretchen Bleiler    |
| 12 settembre 2009 | Chapelco        | SBX   | Maëlle Ricker        | Aleksandra Žekova   | Dominique Maltais   |
| 9 ottobre 2009    | Landgraaf       | PSL   | Amelie Kober         | Doris Günther       | Claudia Riegler     |
| 5 novembre 2009   | Saas-Fee        | HP    | Torah Bright         | Cai Xuetong         | Sophie Rodriguez    |
| 6 dicembre 2009   | Limone Piemonte | PGS   | annullata            | annullata           | annullata           |
| 15 dicembre 2009  | Telluride       | PGS   | Fränzi Mägert-Kohli  | Amelie Kober        | Kimiko Zakreski     |
| 17 dicembre 2009  | Telluride       | PGS   | Alëna Zavarzina      | Marion Kreiner      | Ina Meschik         |
| 19 dicembre 2009  | Telluride       | SBX   | Maëlle Ricker        | Simona Meiler       | Dominique Maltais   |
| 6 gennaio 2010    | Kreischberg     | PGS   | Nicolien Sauerbreij  | Alexa Loo           | Fränzi Mägert-Kohli |
| 7 gennaio 2010    | Kreischberg     | HP    | Šárka Pančochová     | Sun Zhifeng         | Chen Xu             |
| 10 gennaio 2010   | Bad Gastein     | SBX   | Lindsey Jacobellis   | Helene Olafsen      | Sandra Frei         |
| 15 gennaio 2010   | Veysonnaz       | SBX   | Helene Olafsen       | Dominique Maltais   | Maëlle Ricker       |
| 17 gennaio 2010   | Nendaz          | PGS   | Ekaterina Tudegeševa | Nicolien Sauerbreij | Fränzi Mägert-Kohli |
| 21 gennaio 2010   | Stoneham        | SBX   | Maëlle Ricker        | Helene Olafsen      | Dominique Maltais   |
| 22 gennaio 2010   | Stoneham        | HP    | Cai Xuetong          | Sun Zhifeng         | Chen Xu             |
| 24 gennaio 2010   | Stoneham        | PGS   | Svetlana Boldykova   | Alëna Zavarzina     | Nathalie Desmares   |
| 29 gennaio 2010   | Calgary         | HP    | Sun Zhifeng          | Cai Xuetong         | Holly Crawford      |
| 31 gennaio 2010   | Calgary         | SBS   | Sina Candrian        | Brooke Voigt        | Alexandra Duckworth |
| 6 febbraio 2010   | Sudelfeld       | PGS   | Amelie Kober         | Nicolien Sauerbreij | Marion Kreiner      |
| 6 marzo 2010      | Mosca           | PSL   | Doris Günther        | Heidi Neururer      | Julia Dujamovits    |
| 12 marzo 2010     | Valmalenco      | SBX   | Lindsey Jacobellis   | Maëlle Ricker       | Dominique Maltais   |
| 13 marzo 2010     | Valmalenco      | PGS   | Nicolien Sauerbreij  | Nathalie Desmares   | Doris Günther       |
| 14 marzo 2010     | Valmalenco      | HP    | Holly Crawford       | Ursina Haller       | Mercedes Nicoll     |
| 19 marzo 2010     | La Molina       | SBX   | Helene Olafsen       | Simona Meiler       | Maëlle Ricker       |
| 20 marzo 2010     | La Molina       | HP    | Holly Crawford       | Mercedes Nicoll     | Paulina Ligocka     |
| 21 marzo 2010     | La Molina       | PGS   | Ekaterina Tudegeševa | Doris Günther       | Ina Meschik         |

Legenda: 

PGS = Slalom gigante parallelo 

PSL = Slalom parallelo 

SBX = Snowboard cross 

SBS = Slopestyle 

HP = Halfpipe 

BA = Big air

### Classifiche

#### Generale
| Pos. | Atleta              | Punti |
| ---- | ------------------- | ----- |
| 1    | Maëlle Ricker       | 5290  |
| 2    | Nicolien Sauerbreij | 5200  |
| 3    | Doris Günther       | 5110  |
| 4    | Helene Olafsen      | 4710  |
| 5    | Fränzi Mägert-Kohli | 4090  |

#### Parallelo
| Pos. | Nome                 | Punti |
| ---- | -------------------- | ----- |
| 1    | Nicolien Sauerbreij  | 5200  |
| 2    | Doris Günther        | 5110  |
| 3    | Fränzi Mägert-Kohli  | 4090  |
| 4    | Marion Kreiner       | 3970  |
| 5    | Ekaterina Tudegeševa | 3500  |

#### Snowboard cross
| Pos. | Nome               | Punti |
| ---- | ------------------ | ----- |
| 1    | Maëlle Ricker      | 5000  |
| 2    | Helene Olafsen     | 4550  |
| 3    | Dominique Maltais  | 3650  |
| 4    | Lindsey Jacobellis | 3250  |
| 5    | Simona Meiler      | 3010  |

#### Halfpipe
| Pos. | Nome            | Punti |
| ---- | --------------- | ----- |
| 1    | Cai Xuetong     | 3040  |
| 2    | Sun Zhifeng     | 2805  |
| 3    | Holly Crawford  | 2600  |
| 4    | Mercedes Nicoll | 2530  |
| 5    | Chen Xu         | 1840  |